# Clachan na Luib
Clachan na Luib, schottisch-gälisch: Clachan na Lùib, ist ein Ort auf der Insel North Uist, die Teil der schottischen Inselkette der Uist ist. Er beherbergt eine Kirche und ein Postbüro und liegt elf Kilometer südwestlich der Ortschaft Lochmaddy am Knotenpunkt der Nationalstraßen A865 und der A867. Eine Seerinne, die in Verbindung mit der Lagune Oban a’ Chlachain steht, trennt diesen Ort in zwei Teile.